# Катона, Иштван Гелей

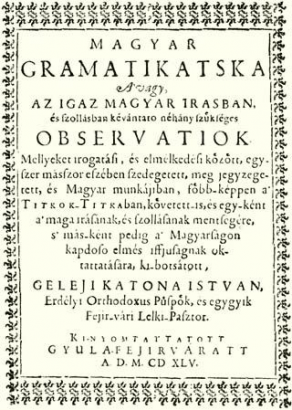
Начальная страница Magyar Grammatikatska (1645)

Иштван Гелей Като́на (венг. Geleji Katona István; 1589 — 12 декабря 1649, Алба-Юлия) — известный деятель венгерской Реформации, епископ реформатской кальвинистской церкви Трансильвании с 1633 года, религиозный писатель, философ, филолог.

## Биография
Считается, что родился в Гелей (теперь — в медье Боршод-Абауй-Земплен, Северная Венгрия). По другим мнениям, место рождения Иштвана Катона — город Берегово в Закарпатье. В 1596 году был похищен турками, только спустя несколько месяцев мать узнала о местонахождении сына и выкупила его.
Прошëл обучение в протестантских учебных заведениях Абауйсанто, Гёнце, Шаторальяуйхей и Шарошпатак. В 1613 году стал учителем, а позже директором Береговской реформатской школы.
В 1615 году Иштван Катона был отправлен князем Трансильвании Габором Бетленом на учëбу в Гейдельбергский университет. После окончания университета в 1618 году — учительствовал в школе в Алба-Юлия. В 1619 году был назначен наставником брата князя — Иштвана Бетлена. В 1622 году стал придворным капелланом, а в 1633 году — епископом кальвинистской церкви Трансильвании.
Осуществил ряд мер по реформе образования. При его содействии многие молодые люди Венгрии были отправлены на учёбу за границу, оказывал серьёзную поддержку развитию школ. Был инициатором создания типографии в Алба-Юлия.
Является автором первой усовершенствованной венгерской грамматики.

## Избранная библиография
- De Sacramentis in genere (Heidelberg, 1615)  (лат.)
- De certitudine fidei gratiae, justificationis, perseverantiae, salutis, praedestinationis denique fidelium adversus εποχην dubitationem papistarum (Heidelberg, 1616)  (лат.)
- De fidet et justificatione (Heidelberg, 1616)  (лат.)
- Theses Orthodoxae (Heidelberg, 1617)  (лат.)
- Praeconium Evangelicum (Gyulafehérvár, 1638)  (лат.)
- Preconii Evangelici (Gyulafeérvár, 1640)  (лат.)
- Magyar Grammatikatska (Gyulafehérvár, 1645)  (венг.)

## Память
В 1994 году на здании бывшей Береговской реформатской школы (Закарпатская область, Украины), где был директором Иштван Гелей Катона, установлена мемориальная доска.